# Transporte ativo

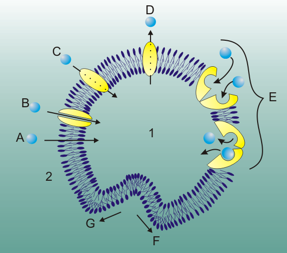
Várias maneiras de transporte pela membrana

O transporte ativo (AO 1945: transporte activo) é o tráfego de moléculas através da membrana plasmática,  contra o gradiente de concentração, mediado por proteínas específicas transportadores e com a mobilização de energia celular  geralmente resultante da hidrólise de ATP (trifosfato de adenosina).  A membrana pode expulsar ou absorver alguma substância que esteja em excesso ou em falta, bombeando-a para dentro ou para fora da célula.  O transporte ativo é  realizado principalmente pelas enzimas de ATP (denominadas ATPases), a exemplo da importante Bomba sódio-potássio, que tem a função de manter o potencial eletroquímico das células.
Pode ocorrer também que certas substâncias atravessem a membrana espontaneamente, por osmose ou por difusão,  sem que a célula gaste energia. Neste caso fala-se de transporte passivo, que é feito a favor do gradiente de concentração das substâncias a transportar (de um meio hipertônico para um meio hipotônico).
O fenômeno ocorre durante o impulso nervoso.
Muitas células possuem uma ATPase de cálcio que opera as concentrações intracelulares baixas de cálcio e controla a concentração normal (ou de reserva) deste importante mensageiro secundário. Uma outra enzima actua quando a concentração de cálcio sobe demasiadamente. Isto mostra que um íon pode ser transportado por diferentes enzimas, que não se encontram permanentemente activas.
Há ainda dois processos em que não apenas moléculas específicas,  como também a própria estrutura da membrana celular, estão envolvidas no transporte de matéria (principalmente de grandes moléculas) para dentro e para fora da célula:
- endocitose – em que a membrana celular envolve partículas ou fluido do exterior (fagocitose ou pinocitose), transportando esse material para dentro da célula, na forma de uma vesícula;
- exocitose – em que uma vesícula (contendo material que deve ser expelido) une-se à membrana celular, que depois expele o seu conteúdo.

## Tipos de transporte ativo
Transporte ativo primário: depende diretamente do ATP. A energia libertada durante a hidrólise do ATP permite o movimento de moléculas ou íons  contra o gradiente de concentração, através de proteínas transportadoras. Um exemplo desse mecanismo é a bomba de íons de sódio e de potássio (bomba de sódio-potássio), que transporta esses íons entre interior das células  e o meio envolvente. Diferentes tipos de bombas iônicas  (bomba de sódio-potássio, bomba de cálcio,  Íons hidrogênio:54 ) transportam diferentes íons, mas apenas os cátions são transportados
Transporte ativo secundário: depende indiretamente do ATP. O movimento de partículas está associado à diferença de concentração de íons estabelecida pelo transporte ativo primário.
Existem dois tipos de transporte ativo secundário:
- Contratransporte ou antiporte:[2][3] dois íons diferentes ou outros solutos são transportados em direções opostas através da membrana (a exemplo dos íons cálcio e hidrogênio, transportados pelo sódio). Uma das substâncias transportadas é transportada no sentido do gradiente de concentração (de uma zona de concentração elevada  para uma zona de  baixa concentração), produzindo energia que é canalizada para o transporte ativo da outra substância, que vai contra o gradiente de concentração. Um exemplo de antiporte é o transporte de sódio-cálcio.
- Simporte:[2][4][5]  as duas substâncias são transportadas, atravessando a membrana na mesma direção. Exemplo:  o transporte de glicose e aminoácidos juntamente com íons sódio.  Outro exemplo é o transporte de  sacarose no floema. A energia do gradiente de sódio Na+ é muitas vezes utilizada para transportar os açúcares contra o seu gradiente de concentração.